# 1993 UD3
1993 UD3 är en asteroid i huvudbältet som upptäcktes den 22 oktober 1993 av de båda japanska astronomerna Masanori Hirasawa och Shohei Suzuki vid Nyukasa-observatoriet.
Asteroiden har en diameter på ungefär 4 kilometer och den tillhör asteroidgruppen Vesta.